# Río Mera (afluente del Mera)
El río Mera es un río de la provincia de Lugo, Galicia, España. 
El Mera es un arroyo que llega por la margen derecha al río Mera; otros autores dicen que desemboca por el mismo margen en el río Miño, por lo que genera confusiones con su homólogo. Tiene su nacimiento en la parroquia de Bacurín, en el lugar de Mourentaos, en el Monte da Pernas de Fornos; del cual recibe el nombre de arroyo de O Burgo; pero, debido a la proximidad con el río Mera, las gentes del lugar le dan el mismo nombre; uno de los motivos es quizás su corto recorrido (de unos 3.6 km). Se puede atribuir que otro tanto pasa con el arroyo de Benestar (que a las altitudes de Bacurín se acostumbra a llamarle arroyo de Bacurín); que confluirá (llevando las aguas del arroyo de Carballos) junto con este en el río Mera, cerca del lugar de A Fraga (pero otros autores los hacen desaguar en Orbazai).